# Eugen Carpov
Eugen Carpov (n. 22 aprilie 1966, Ungheni) este un diplomat și politician din Republica Moldova, care a îndeplinit funcția de viceprim-ministru pentru reintegrare a Republicii Moldova între 14 ianuarie 2011 și 10 decembrie 2014. Între 2002 și 2005 a fost ambasador al Republicii Moldova în Polonia, iar între 2005 și 2007 – ambassador și șef de misiune al Misiunii Republicii Moldova la Uniunea Europeană.
Pe 27 februarie 2015 Eugen Carpov a anunțat că părăsește fracțiunea PLDM din parlament, rămânând deputat independent. În Guvernul Leancă el a fost viceprim-ministru tehnocrat, nefiind formal afiliat politic. De asemenea, la alegerile parlamentare din 2014 din Republica Moldova a fost înscris în lista candidaților PLDM pe poziția 9, devenind deputat în parlamentul nou-ales, dar nefiind membru de partid.

## Biografie
Eugen Carpov s-a născut la 22 aprilie 1966 în orașul Ungheni. În anul 1990 a absolvit Facultatea Drept la Universitatea de Stat din Moldova. În anul 1992 a absolvit Școala Naționala de Studii Politice și Administrative din București, România.
Din 1992 până în 1994 a fost șef-adjunct direcției drept internațional și tratate la Ministerul Afacerilor Externe.
- Din 1995 până în 1997 - Consul la Ambasada Republicii Moldova în Romania.
- Din 1997 până în 1999 - Șeful direcției drept internațional și tratate la Ministerul Afacerilor Externe.
- Din 1999 până în 2001 - Viceministru Afacerilor Externe al Republicii Moldova.
- Din 2002 până în 2005 - Ambasadorul Republicii Moldova în Polonia.
- Din 2005 până în 2007 - Ambasadorul, șeful de misiune Republicii Moldova la UE.
- Din 2007 până în 2008 - Șeful departamentul cooperare internațională la Compania "ASCOM".
- Din 2008 până în 2011 - Manager general adjunct la Compania "KOMET Group" S.A., Irak.

Prin Decretul Președintelui Republicii Moldova nr.5 -VI din 14 ianuarie 2011 a fost numit în funcția de viceprim-ministru al Republicii Moldova.
Eugen Carpov este căsătorit și are doi copii.